# Facultad de Odontología (Universidad de la República)
La Facultad de Odontología es una institución educativa pública la cual forma parte de la Universidad de la República de Uruguay.  Su edificio principal se sitúa en Montevideo, sobre la calle Las Heras 1925. 

## Historia
La creación de la Facultad de Odontología se remonta hacia 1877 con la sanción y creación de la sección de odontología dentro de la Facultad de Medicina, en 1920 dicha sección es sustuida por una  Escuela de Odontología dentro de la Facultad de Medicina, aunque, en 1921 dicha institución se convierte en la Escuela Nacional de Odontología, dependiendo de la Universidad de la República y su consejo directivo. 
El 18 de julio de 1929, con la aprobación de ley 8.433 se crea la Facultad de Odontología y en 1930 se llama a concurso para la construcción de una casa de estudios en los alrededores del hospital universitario. La obra de la nueva Facultad estaría a cargo de los arquitectos Rodolfo Amargós y Juan Antonio Rius. Finalmente la nueva facultad, es inaugurada en 1940. 
Cuenta a su vez, con un anexo en el Departamento Salto,  en la ciudad homonimia sobre la calle Montevideo 1028.

## Títulos de grado
- Doctor en Odontología - Duración aproximada 5 años y medio -
- Asistente en Odontología
- Laboratorista en Odontología
- Higienista en Odontología
- Licenciatura en Biología Humana (carrera compartida con la Facultad de Humanidades y Ciencias de la Educación, Facultad de Medicina y Facultad de Ciencias)

## Títulos de posgrado
- Especialista en Endodoncia
- Especialista en Gerodontología
- Especialista en Implantología Oral
- Especialista en Odontopediatría
- Especialista en Ortodoncia y Ortopedia Buco Maxilo Facial
- Especialista en Odontología Restauradora Integral
- Especialista en Periodoncia
- Especialista en Prostodoncia
- Especialista en Cirugía y Traumatología Buco Máximo Facial

- Maestría en Función Craneofacial y Dolor Orofacial
- Maestría en Biología Oral
- Maestría en Odontopediatría

## Estudiantes
Cuenta con 2344 estudiantes matriculados, según el VII Censo de Estudiantes Universitarios Grado en 2012.
| 1960 | 1968 | 1974 | 1988 | 1999 | 2007 | 2012 |
| ---- | ---- | ---- | ---- | ---- | ---- | ---- |
| 624  | 1262 | 1784 | 2048 | 2434 | 2086 | 2334 |

## Decanos
Los Decanos son elegidos por el Claustro de Facultad y tienen un período de 4 años con una posibilidad de reelección por un período más. Para ser Decano se requiere ciudadanía  uruguaya natural o legal en ejercicio y ser profesor titular en actividad en la respectiva Facultad.
| Decano                           | Período post-dictadura                         |
| -------------------------------- | ---------------------------------------------- |
| Prof. Dr. Julián González Methol | 1985-1985                                      |
| Prof. Dr. Artagnan Salerno       | 1985-1989                                      |
| Prof. Dr. Artagnan Salerno       | 1989-1991 (renuncia del Decano)                |
| Prof. Dra. Delia Gago            | 1991-1993 (interina)                           |
| Prof. Dr. Sergio Di Píramo       | 1993-1996 (jubilación en 1996)                 |
| Prof. Dr. Pablo Pebé             | 1996-1997 (electo para completar el período)   |
| Prof. Dr. Pablo Pebé             | 1998-2001                                      |
| Prof. Dr. Álvaro Maglia          | 2001-2009 (2 períodos)                         |
| Prof. Dr. Hugo Calabria          | 2009-2017 (2 períodos)                         |
| Prof. Dr. Raúl Riva              | 2017 - 2020                                    |
| Prof. Dra. Mariana Seoane        | 2020 - 2021 (electa para completar el período) |
| Prof. Dra. Mariana Seoane        | 2022 - 2025                                    |